# (275) Sapientia
(275) Sapientia – planetoida z pasa głównego asteroid okrążająca Słońce w ciągu 4 lat i 427 dni w średniej odległości 2,77 j.a. Została odkryta 15 kwietnia 1888 roku w Obserwatorium Uniwersyteckim w Wiedniu przez Johanna Palisę. Nazwa planetoidy pochodzi od łacińskiego słowa sapientia: mądrość.